# Dealignment
Dealignment bezeichnet in der Wahlforschung den über Staatsgrenzen hinweg feststellbaren Prozess des Abnehmens von Parteiidentifikationen. Nach dem Ann Arbor-Modell ist damit mit einem Steigen der Wechselwähler, zumindest aber mit einem Ansteigen des Wechselwählerpotentials zu rechnen sowie einer steigenden Bedeutung der kurzfristigen Faktoren, also der Issue- und Kandidatenorientierung. Das Gegenteil, also eine Verstärkung der Parteiidentifikation nennt man Realignment.